# Liffe 2015
26. ljubljanski mednarodni filmski festival bo potekal od 11. do 22. novembra 2015 na sledečih lokacijah: Cankarjev dom (Linhartova, Kosovelova dvorana), Kinodvor, Kino Komuna, Slovenska kinoteka, Kino Šiška in Kolosej Maribor.

## Nagrade
| Nagrada                                | Film                                                                  | Režiser                        |
| -------------------------------------- | --------------------------------------------------------------------- | ------------------------------ |
| vodomec                                | Hrútar (Ovna)                                                         | Grímur Hákonarson              |
| vodomec – posebna omemba               | La obra del siglo (Projekt stoletja)                                  | Carlos M. Quintela             |
| fipresci                               | Rodinny film (Družinski film)                                         | Olmo Omerzu                    |
| najboljši kratki film                  | Piknik (Piknik)                                                       | Jure Pavlović                  |
| najboljši kratki film – posebna omemba | Discipline (Disciplina)                                               | Christophe M. Saber            |
| najboljši kratki film – posebna omemba | Tant qu'il nous reste des fusils à pompe (Vsaj puške nam še ostanejo) | Caroline Poggi, Jonathan Vinel |
| zmaj                                   | Que Horas Ela Volta? (Druga mama)                                     | Anna Muylaert                  |

Vodomec je nagrada režiserju najboljšega filma iz Perspektiv po izboru mednarodne žirije, ki so jo sestavljali Zvonimir Jurić, Marko Naberšnik in Srđan Vuletić. Zmaj je nagrada občinstva najbolje ocenjenemu filmu, ki še ni bil odkupljen za Slovenijo. Nagrado fipresci je podelila mednarodna žirija svetovnega združenja filmskih kritikov in novinarjev (Margarita Chapatte, Eithne Mary O'Neill in Tina Poglajen). O nagradi za najboljši kratki film so odločali Anja Kučko Braun, Bojana Bregar in Milan Milosavljević.

### Glasovanje za nagrado zmaj
Povprečne ocene vseh 27 filmov, ki so se potegovali za nagrado zmaj:
| Film (režiser)                                                                           | Ocena |
| ---------------------------------------------------------------------------------------- | ----- |
| Druga mama / The Second Mother (Anna Muylaert)                                           | 4,66  |
| Kačji objem / Embrace of The Serpent (Ciro Guerra)                                       | 4,65  |
| Bedak / The Fool (Jurij Bikov)                                                           | 4,53  |
| V vojnem vrtincu / In the Crosswind (Martti Helde)                                       | 4,50  |
| Tri okna in obešenje / Three Windows and a Hanging (Isa Qosja)                           | 4,49  |
| Zadnji dan Jicaka Rabina / Rabin, the Last Day (Amos Gitai)                              | 4,48  |
| Oskrba na domu / Home Care (Slavek Horak)                                                | 4,43  |
| Supersvet / Superworld (Karl Markovics)                                                  | 4,36  |
| Ni prostora za moške / No Men Beyond This Point (Mark Sawers)                            | 4,34  |
| Teheranske zgodbe / Tales (Rakhshan Bani-Etemad)                                         | 4,34  |
| Učna ura / The Lesson (Kristina Grozeva, Petar Valčanov)                                 | 4,25  |
| Ljubezen, tatvina in drugi zapleti / Love, Theft and Other Entanglements (Muayad Alayan) | 4,10  |
| Bravo! / Aferim! (Radu Jude)                                                             | 4,02  |
| SPL2: Bitka s časom / SPL2: A Time For Consequences (Soi Cheang)                         | 4,00  |
| Stvarjenje smisla / The Creation of Meaning (Simone Rapisarda Casanova)                  | 3,97  |
| Pionirji heroji / Pioneer Heroes (Natalija Kudrjašova)                                   | 3,95  |
| Krvava pisarna / Office (Hong Won-chan)                                                  | 3,86  |
| Zelena soba / Green Room (Jeremy Saulnier)                                               | 3,85  |
| Šus v glavo / A Blast (Syllas Tzoumerkas)                                                | 3,84  |
| Prepovedana soba / The Forbidden Room (Guy Maddin, Evan Johnson)                         | 3,81  |
| Cesta mrtvih / Wyrmwood: Road of the Dead (Kiah Roache-Turner)                           | 3,75  |
| Ned Rifle / Ned Rifle (Hal Hartley)                                                      | 3,73  |
| Projekt stoletja / The Project of the Century (Carlos M. Quintela)                       | 3,48  |
| Razloži si sam / A Matter of Interpretation (Lee Kwang-kuk)                              | 3,26  |
| Parabellum / Parabellum (Lukas Valenta Rinner)                                           | 2,81  |
| Smrdljiva nebesa / Stinking Heaven (Nathan Silver)                                       | 2,64  |
| Kraljica Zemlje / Queen of Earth (Alex Ross Perry)                                       | 2,60  |

## Filmi

### Perspektive
| #   | Film                                                  | Slovenski naslov  | Režiser                   | Država                                        | Leto | Dolžina |
| --- | ----------------------------------------------------- | ----------------- | ------------------------- | --------------------------------------------- | ---- | ------- |
| 1.  | Rodinny film (Family Film)                            | Družinski film    | Olmo Omerzu               | Češka, Slovaška, Slovenija, Nemčija, Francija | 2015 | 90'     |
| 2.  | James White                                           | —                 | Josh Mond                 | ZDA                                           | 2015 | 86'     |
| 3.  | Mustang                                               | —                 | Deniz Gamze Ergüven       | Francija, Nemčija, Turčija, Katar             | 2015 | 97'     |
| 4.  | Hrútar (Rams)                                         | Ovna              | Grímur Hákonarson         | Islandija                                     | 2015 | 93'     |
| 5.  | Parabellum                                            | —                 | Lukas Valenta Rinner      | Argentina, Avstrija, Urugvaj                  | 2015 | 75'     |
| 6.  | Pioneri-geroi (Pioneer Heroes)                        | Pionirji heroji   | Natalija Kudrjašova       | Rusija                                        | 2015 | 116'    |
| 7.  | La obra del siglo (The Project of the Century)        | Projekt stoletja  | Carlos M. Quintela        | Kuba, Argentina, Švica, Nemčija               | 2015 | 100'    |
| 8.  | Saul fia (Son of Saul)                                | Savlov sin        | László Nemes              | Madžarska                                     | 2015 | 107'    |
| 9.  | La creazione di significato (The Creation of Meaning) | Stvarjenje smisla | Simone Rapisarda Casanova | Kanada, Italija                               | 2014 | 94'     |
| 10. | Superwelt (Superworld)                                | Supersvet         | Karl Markovics            | Avstrija                                      | 2015 | 120'    |

### Predpremiere
| #   | Film                                                | Slovenski naslov    | Režiser              | Država                                        | Leto | Dolžina |
| --- | --------------------------------------------------- | ------------------- | -------------------- | --------------------------------------------- | ---- | ------- |
| 1.  | Le tout nouveau testament (The Brand New Testament) | Čisto nova zaveza   | Jaco Van Dormael     | Belgija, Francija, Luksemburg                 | 2015 | 113'    |
| 2.  | Dheepan                                             | —                   | Jacques Audiard      | Francija                                      | 2015 | 109'    |
| 3.  | Dom (Home)                                          | —                   | Metod Pevec          | Slovenija                                     | 2015 | 82'     |
| 4.  | Eisenstein in Guanajuato                            | Eisenstein v Mehiki | Peter Greenaway      | Nizozemska, Mehika, Francija, Finska, Belgija | 2014 | 105'    |
| 5.  | Francofonia                                         | Frankofonija        | Aleksandr Sokurov    | Francija, Nemčija                             | 2015 | 87'     |
| 6.  | Louder Than Bombs                                   | Glasnejša od bomb   | Joachim Trier        | Norveška, Francija, Danska                    | 2015 | 105'    |
| 7.  | El Club (The Club)                                  | Klub                | Pablo Larrain        | Čile                                          | 2015 | 98'     |
| 8.  | Macbeth                                             | —                   | Justin Kurzel        | Velika Britanija, Francija, ZDA               | 2015 | 113'    |
| 9.  | La giovinezza (Youth)                               | Mladost             | Paolo Sorrentino     | Italija, Francija, VB, Švica                  | 2015 | 118'    |
| 10. | Mia madre (My Mother)                               | Moja mama           | Nanni Moretti        | Italija, Francija                             | 2015 | 107'    |
| 11. | Nie yin niang (The Assassin)                        | Morilka             | Hou Hsiao-hsien      | Tajvan, Kitajska, Hongkong, Francija          | 2015 | 105'    |
| 12. | A Bigger Splash                                     | Nemirna obala       | Luca Guadagnino      | Italija, Francija                             | 2015 | 120'    |
| 13. | Queen of the Desert                                 | Puščavska kraljica  | Werner Herzog        | ZDA                                           | 2014 | 125'    |
| 14. | Sicario                                             | —                   | Denis Villeneuve     | ZDA                                           | 2015 | 121'    |
| 15. | Pored mene (Next to Me)                             | Srednješolci        | Stevan Filipović     | Srbija                                        | 2015 | 95'     |
| 16. | Cialo (Body)                                        | Telo                | Malgorzata Szumowska | Poljska                                       | 2015 | 90'     |
| 17. | Victoria                                            | —                   | Sebastian Schipper   | Nemčija                                       | 2015 | 140'    |
| 18. | Gui lai (Coming Home)                               | Vrnitev domov       | Zhang Yimou          | Kitajska                                      | 2014 | 111'    |
| 19. | La Loi du marche (The Measure of a Man)             | Zakon trga          | Stéphane Brizé       | Francija                                      | 2015 | 93'     |
| 20. | Zvizdan (The High Sun)                              | Zenit               | Dalibor Matanić      | Hrvaška, Slovenija, Srbija                    | 2015 | 123'    |

### Kralji in kraljice
| #   | Film                                                                                      | Slovenski naslov           | Režiser                   | Država                                | Leto | Dolžina |
| --- | ----------------------------------------------------------------------------------------- | -------------------------- | ------------------------- | ------------------------------------- | ---- | ------- |
| 1.  | As Mil e Uma Noites: Volume 1, O Inquieto (Arabian Nights - Volume 1, The Restless One)   | 1001 noč: Nemiren          | Miguel Gomes              | Portugalska, Francija, Nemčija, Švica | 2015 | 125'    |
| 2.  | As Mil e Uma Noites: Volume 2, O Desolado (Arabian Nights - Volume 2, The Desolate One)   | 1001 noč: Obupan           | Miguel Gomes              | Portugalska, Francija, Nemčija, Švica | 2015 | 131'    |
| 3.  | As Mil e Uma Noites: Volume 3, O Encantado (Arabian Nights - Volume 3, The Enchanted One) | 1001 noč: Začaran          | Miguel Gomes              | Portugalska, Francija, Nemčija, Švica | 2015 | 125'    |
| 4.  | Mr. Holmes                                                                                | Gospod Holmes              | Bill Condon               | Velika Britanija                      | 2014 | 103'    |
| 5.  | The Lobster                                                                               | Jastog                     | Yorgos Lanthimos          | Irska, VB, Grčija, Francija           | 2015 | 118'    |
| 6.  | Queen of Earth                                                                            | Kraljica Zemlje            | Alex Ross Perry           | ZDA                                   | 2015 | 90'     |
| 7.  | Ned Rifle                                                                                 | —                          | Hal Hartley               | ZDA                                   | 2014 | 85'     |
| 8.  | Heart of a Dog                                                                            | Pasje srce                 | Laurie Anderson           | ZDA                                   | 2015 | 75'     |
| 9.  | Ryuzo to 7 nin no kobun tachi (Ryuzo and His Seven Henchmen)                              | Ryuzo in sedem veličastnih | Takeshi Kitano            | Japonska                              | 2015 | 125'    |
| 10. | Umimachi Diary (Our Little Sister)                                                        | Sestrica                   | Hirokazu Kore-eda         | Japonska                              | 2015 | 128'    |
| 11. | Taxi                                                                                      | Taksi                      | Jafar Panahi              | Iran                                  | 2015 | 82'     |
| 12. | Ghesse-ha (Tales)                                                                         | Teheranske zgodbe          | Rakhshan Bani-Etemad      | Iran                                  | 2014 | 88'     |
| 13. | Trois souvenirs de ma jeunesse (My Golden Years)                                          | Trije spomini na mladost   | Arnaud Desplechin         | Francija                              | 2015 | 123'    |
| 14. | L'Ombre des femmes (In the Shadow of Women)                                               | V senci žensk              | Philippe Garrel           | Francija, Švica                       | 2015 | 73'     |
| 15. | Rak ti Khon Kaen (Cemetery of Splendour)                                                  | Veličastno pokopališče     | Apichatpong Weerasethakul | Tajska, VB, Francija, Nemčija         | 2015 | 122'    |
| 16. | Rabin, the Last Day                                                                       | Zadnji dan Jicaka Rabina   | Amos Gitai                | Izrael, Francija                      | 2015 | 153'    |
| 17. | Comoara (The Treasure)                                                                    | Zaklad                     | Corneliu Porumboiu        | Romunija, Francija                    | 2015 | 89'     |

### Panorama svetovnega filma
| #   | Film                                                                        | Slovenski naslov                   | Režiser                          | Država                                              | Leto | Dolžina |
| --- | --------------------------------------------------------------------------- | ---------------------------------- | -------------------------------- | --------------------------------------------------- | ---- | ------- |
| 1.  | Durak (The Fool)                                                            | Bedak                              | Jurij Bikov                      | Rusija                                              | 2014 | 116'    |
| 2.  | Aferim!                                                                     | Bravo!                             | Radu Jude                        | Romunija, Bolgarija, Češka, Francija                | 2015 | 108'    |
| 3.  | Fúsi (Virgin Mountain)                                                      | Dobrodušni velikan                 | Dagur Kári                       | Islandija, Danska                                   | 2015 | 94'     |
| 4.  | Que Horas Ela Volta? (The Second Mother)                                    | Druga mama                         | Anna Muylaert                    | Brazilija                                           | 2015 | 110'    |
| 5.  | El abrazo de la serpiente (Embrace of The Serpent)                          | Kačji objem                        | Ciro Guerra                      | Kolumbija, Venezuela, Argentina                     | 2015 | 125'    |
| 6.  | The Diary of a Teenage Girl                                                 | Kako sem izgubila nedolžnost       | Marielle Heller                  | ZDA                                                 | 2015 | 102'    |
| 7.  | Al-hob wa al-sariqa wa mashakel ukhra (Love, Theft and Other Entanglements) | Ljubezen, tatvina in drugi zapleti | Muayad Alayan                    | Palestina                                           | 2015 | 93'     |
| 8.  | No Men Beyond This Point                                                    | Ni prostora za moške               | Mark Sawers                      | Kanada                                              | 2015 | 80'     |
| 9.  | Domaci pece (Home Care)                                                     | Oskrba na domu                     | Slávek Horák                     | Češka, Slovaška                                     | 2015 | 92'     |
| 10. | Sangailes vasara (The Summer of Sangaile)                                   | Poletje s Sengail                  | Alanté Kavaité                   | Litva, Francija, Nizozemska                         | 2014 | 88'     |
| 11. | Kkum-bo-da hae-mong (A Matter of Interpretation)                            | Razloži si sam                     | Lee Kwang-Kuk                    | Južna Koreja                                        | 2014 | 99'     |
| 12. | Stinking Heaven                                                             | Smrdljiva nebesa                   | Nathan Silver                    | ZDA                                                 | 2015 | 70'     |
| 13. | Un etaj mai jos (One Floor Below)                                           | Spodnje nadstropje                 | Radu Muntean                     | Romunija, Francija, Nemčija, Švedska                | 2015 | 93'     |
| 14. | Mediterranea                                                                | Sredozemlje                        | Jonas Carpignano                 | Italija, Francija, ZDA, Nemčija, Katar              | 2015 | 107'    |
| 15. | I ekrixi (A Blast)                                                          | Šus v glavo                        | Syllas Tzoumerkas                | Grčija, Nemčija, Nizozemska, Italija, Francija, BIH | 2014 | 83'     |
| 16. | Tri Dritare dhe nje Varje (Three Windows and a Hanging)                     | Tri okna in obešenje               | Isa Qosja                        | Kosovo                                              | 2014 | 93'     |
| 17. | Urok (The Lesson)                                                           | Učna ura                           | Kristina Grozeva, Petar Valčanov | Bolgarija, Grčija                                   | 2014 | 107'    |
| 18. | Risttuules (In the Crosswind)                                               | V vojnem vrtincu                   | Martti Helde                     | Estonija                                            | 2014 | 87'     |
| 19. | The Wolfpack                                                                | Volčja druščina                    | Crystal Moselle                  | ZDA                                                 | 2015 | 88'     |

### Ekstravaganca
| #  | Film                                           | Slovenski naslov    | Režiser                  | Država             | Leto | Dolžina |
| -- | ---------------------------------------------- | ------------------- | ------------------------ | ------------------ | ---- | ------- |
| 1. | Wyrmwood: Road of the Dead                     | Cesta mrtvih        | Kiah Roache-Turner       | Avstralija         | 2014 | 98'     |
| 2. | O piseu (Office)                               | Krvava pisarna      | Won-Chan Hong            | Južna Koreja       | 2015 | 111'    |
| 3. | The Forbidden Room                             | Prepovedana soba    | Guy Maddin, Evan Johnson | Kanada             | 2015 | 128'    |
| 4. | Saat po long 2 (SPL2: A Time For Consequences) | SPL2: Bitka s časom | Pou-Soi Cheang           | Kitajska, Hongkong | 2015 | 120'    |
| 5. | Green Room                                     | Zelena soba         | Jeremy Saulnier          | ZDA                | 2015 | 94'     |

### Kino Balon
| #  | Film                                                | Slovenski naslov         | Režiser                               | Država                                       | Leto | Dolžina |
| -- | --------------------------------------------------- | ------------------------ | ------------------------------------- | -------------------------------------------- | ---- | ------- |
| 1. | Hokus pokus Albert aberg (Hocus Pocus Alfie Atkins) | Hokus Pokus Albert       | Torill Kove                           | Norveška                                     | 2013 | 72'     |
| 2. | Cykelmyggen og minibillen (Mini and the Mozzies)    | Komar kolesar in hrošček | Jannik Hastrup, Flemming Quist Moller | Danska                                       | 2014 | 76'     |
| 3. | Dhanak (Rainbow)                                    | Mavrica                  | Nagesh Kukunoor                       | Indija                                       | 2015 | 106'    |
| 4. | Operasjon arktis (Operation Arctic)                 | Misija Arktika           | Grethe Boe-Waal                       | Norveška                                     | 2014 | 87'     |
| 5. | Song of the Sea                                     | Pesem morja              | Tomm Moore                            | Irska, Danska, Belgija, Francija, Luksemburg | 2014 | 93'     |
| 6. | Les Oiseaux de passage (Birds of Passage)           | Ptice selivke            | Olivier Ringer                        | Francija, Belgija                            | 2015 | 83'     |

### Posvečeno: Hal Hartley
| #  | Film                   | Slovenski prevod   | Država                 | Leto | Dolžina |
| -- | ---------------------- | ------------------ | ---------------------- | ---- | ------- |
| 1. | The Unbelievable Truth | Neverjetna resnica | ZDA                    | 1989 | 90'     |
| 2. | Trust                  | Zaupanje           | ZDA, Velika Britanija  | 1990 | 107'    |
| 3. | Simple Men             | Preprosti ljudje   | ZDA, VB, Italija       | 1992 | 105'    |
| 4. | Amateur                | Amater             | ZDA, VB, Francija      | 1994 | 105'    |
| 5. | Flirt                  | —                  | ZDA, Nemčija, Japonska | 1995 | 105'    |
| 6. | Henry Fool             | —                  | ZDA                    | 1997 | 137'    |
| 7. | Fay Grim               | —                  | ZDA, Nemčija, Francija | 2006 | 118'    |

### Retrospektiva: Tehnicolor 100
| #   | Film                                            | Slovenski naslov           | Režiser                            | Država                    | Leto | Dolžina |
| --- | ----------------------------------------------- | -------------------------- | ---------------------------------- | ------------------------- | ---- | ------- |
| 1.  | The Phantom of the Opera                        | Fantom iz opere            | Rupert Julian                      | ZDA                       | 1925 | 93'     |
| 2.  | The Black Pirate                                | Črni pirat                 | Albert Parker                      | ZDA                       | 1926 | 92'     |
| 3.  | The Adventures of Robin Hood                    | Pustolovščine Robina Hooda | Michael Curtiz, William Keighley   | ZDA                       | 1938 | 102'    |
| 4.  | Duel in the Sun                                 | Dvoboj na soncu            | King Vidor                         | ZDA                       | 1946 | 144'    |
| 5.  | Black Narcissus                                 | Črni narcis                | Michael Powell, Emeric Pressburger | Velika Britanija          | 1947 | 100'    |
| 6.  | Under Capricorn                                 | V znamenju kozoroga        | Alfred Hitchcock                   | VB                        | 1949 | 117'    |
| 7.  | The African Queen                               | Afriška kraljica           | John Huston                        | ZDA, VB                   | 1951 | 105'    |
| 8.  | Niagara                                         | —                          | Henry Hathaway                     | ZDA                       | 1953 | 92'     |
| 9.  | Senso                                           | —                          | Luchino Visconti                   | Italija                   | 1954 | 118'    |
| 10. | All That Heaven Allows                          | Vse, kar nebesa dopuščajo  | Douglas Sirk                       | ZDA                       | 1955 | 89'     |
| 11. | Bigger Than Life                                | Večji od življenja         | Nicholas Ray                       | ZDA                       | 1956 | 93'     |
| 12. | Il gattopardo (The Leopard)                     | Gepard                     | Luchino Visconti                   | Italija, Francija         | 1963 | 187'    |
| 13. | Le Mepris (Contempt)                            | Prezir                     | Jean-Luc Godard                    | Italija, Francija         | 1963 | 103'    |
| 14. | Per il pugno di dollari (A Fistful of Dollars)  | Za pest dolarjev           | Sergio Leone                       | Italija, Španija, Nemčija | 1964 | 99'     |
| 15. | Giulietta degli spiriti (Juliet of the Spirits) | Giulietta in duhovi        | Federico Fellini                   | Italija, Francija         | 1965 | 137'    |

### Evropa na kratko
| #   | Sklop | Film                                                                              | Slovenski naslov                    | Režiser                                   | Država             | Leto | Dolžina |
| --- | ----- | --------------------------------------------------------------------------------- | ----------------------------------- | ----------------------------------------- | ------------------ | ---- | ------- |
| 1.  | I     | Obiekt (Object)                                                                   | Objekt                              | Paulina Skibińska                         | Poljska            | 2015 | 15'     |
| 2.  | I     | Interior. Família.                                                                | Notranje prizorišče. Družina.       | Esteve Soler, Gerard Quinto, David Torras | Španija            | 2014 | 9'      |
| 3.  | I     | Bloedhond (Wild Dog)                                                              | Divji pes                           | Mees Peijnenburg                          | Nizozemska         | 2014 | 8'      |
| 4.  | I     | Carapace                                                                          | Koš                                 | Flora Molinié                             | Francija           | 2014 | 16'     |
| 5.  | I     | Hjónabandssæla (Chum)                                                             | Domača borovničeva marmelada        | Jörundur Ragnarsson                       | Islandija          | 2014 | 15'     |
| 6.  | I     | Kacey Mottet Klein, naissance d'un acteur (Kacey Mottet Klein, Birth of an Actor) | Kacey Mottet Klein, rojstvo igralca | Ursula Meier                              | Švica              | 2015 | 14'     |
| 7.  | II    | Tant qu'il nous reste des fusils à pompe (As Long as Shotguns Remain)             | Vsaj puške nam še ostanejo          | Caroline Poggi, Jonathan Vinel            | Francija           | 2014 | 30'     |
| 8.  | II    | Discipline                                                                        | Disciplina                          | Christophe M. Saber                       | Švica              | 2014 | 12'     |
| 9.  | II    | Dissonance                                                                        | Disonanca                           | Till Nowak                                | Nemčija            | 2015 | 17'     |
| 10. | II    | Piknik (Picnic)                                                                   | Piknik                              | Jure Pavlović                             | Hrvaška            | 2015 | 13'     |
| 11. | II    | Aïssa                                                                             | —                                   | Clément Tréhin-Lalanne                    | Francija           | 2014 | 8'      |
| 12. | III   | Listen                                                                            | Poslušaj                            | Hamy Ramezan, Nyoni Rungano               | Danska, Finska     | 2014 | 13'     |
| 13. | III   | Arta (Art)                                                                        | Umetnost                            | Adrian Sitaru                             | Romunija           | 2014 | 19'     |
| 14. | III   | S                                                                                 | —                                   | Richárd Hajdú                             | VB, Madžarska      | 2014 | 19'     |
| 15. | III   | The Runner                                                                        | —                                   | Peter Cerovšek, Nataša Čiča, Toma Zidić   | Slovenija, Hrvaška | 2014 | 6'      |
| 16. | III   | Apariciones (Apparitions)                                                         | Prividi                             | María Luz Olivares Capelle                | Avstrija           | 2014 | 23'     |